# Hibis
Hibis (altägyptisch Ḥbt „Pflugstadt“, lateinisch Hibeos, altgriechisch Ἱβις, Ἱβιτῶν πόλις, Ἥβις, koptisch ϨⲎⲂ, Hēb, arabisch هيبس, DMG Hībis) war eine Metropole im alten Ägypten im Norden der Senke al-Charga. Bauwerke und Funde belegen, dass die Stadt wenigstens seit der Spätzeit existierte und bis in römisch-koptischer Zeit besiedelt war. Zu den wichtigsten Hinterlassenschaften gehören der Hibis-Tempel, der unter dem persischen Großkönig Dareios I. dekoriert und der den Göttern Amun-Re, Mut und Chons geweiht wurde, sowie das antike Siedlungsgebiet Ain al-Charab (Ain at-Turba).

## Lage und Bedeutung
Die Metropole und heutige archäologische Stätte befindet sich etwa 1,5 km nördlich der modernen Stadt al-Charga in der gleichnamigen Senke und südlich des römisch-christlichen Friedhofs Gabbānat al-Bagawāt (arabisch جبانة البجوات) am südlichen Ausläufer des Dschabal at-Ṭair (arabisch جبل الطير, DMG Ǧabal aṭ-Ṭair ‚Vogelberg‘). Die genauen Ausmaße der einstigen Metropole sind bis heute unbekannt, da es bisher keine umfassenden Grabungen gibt. Die etwa einen Quadratkilometer große Stadt reichte im Osten wohl bis an den Hügel an-Nāḍūra (arabisch الناضورة), auf dem sich ein dem Gott Chons geweihter Tempel befindet, im Westen bis an die südlichen Ausläufer des Dschabal Tārif (arabisch جبل تارف) und im Süden bis in das Gebiet der heutigen Stadt al-Charga.
Im Zentrum der Stadt befindet sich der Hibis-Tempel, der sich im Westen eines großen antiken Sees, der zum Gebiet des antiken Hibis gehörte, befand. Nördlich des Tempels befindet sich die archäologische Stätte ʿAin al-Charāb (arabisch عين الخراب ‚Ruinenquelle‘), auch ʿAin at-Turba (arabisch عين التربة) genannt, mit seinen Siedlungsüberresten und Felsengräbern.
Die Stadt besaß wichtige geostrategische Bedeutung und entwickelte sich zum Handelszentrum. An ihr führte die antike Karawanenstraße Darb al-Arbaʿīn (arabisch درب الاربعين ‚Piste der vierzig [Tage]‘) von Asyut nach Kobbe im Distrikt Darfur im Sudan vorbei. Im Norden führte die Piste Darb ʿAin Amūr (arabisch درب عين أمور) nach ad-Dachla entlang, die seit dem Alten Reich genutzt wurde.

## Geschichte
Archäologische Belege für das Alte und Mittlere Reich für die Senke al-Charga gibt es bisher kaum. Verwaltungstechnisch gehörte die Senke zumindest im Neuen Reich zum 8. oberägyptischen Gau.
Man vermutet, dass der Hibis-Tempel bereits in der 26. Dynastie, der sog. Saitenzeit, errichtet wurde. Es ist denkbar, dass der Tempel an der Stelle eines Vorgängerbaus errichtet wurde, da entsprechende Fragmente bei den Grabungen gefunden wurden. Die Dekoration des Tempels erfolgte erst in persischer Zeit unter Dareios I. und seinem Nachfolger Dareios II. Weitere Ergänzungen und Dekorationen wurden unter Hakor, Nektanebos I., Nektanebos II. und von ptolemäischen Königen angebracht.
In römischer Zeit war Hibis der Sitz eines römischen Strategen (Gauvorstehers), der an den Toren des Hibis-Tempels Edikte anbringen ließ. Das früheste Edikt, das des Gnaeus Vergilius Capito, wurde 49 n. Chr. vom Strategen Posidonios veröffentlicht. Das jüngste und bedeutendste Edikt stammt vom Präfekten Tiberius Iulius Alexander und wurde 68 n. Chr. vom Strategen Iulius Demetrius angebracht. Es behandelt wirtschaftliche und fiskalische Angelegenheiten.
Der Tempel wurde bis zum Aufkommen des Christentums am Ende des 4. Jahrhunderts genutzt. Noch im 3. Jahrhundert ließ Hermeias, Sohn des Hermophilus von Hermupolis, eine neue Steinpflasterung anlegen.
Die Siedlung Ain al-Charab könnte bis ins 4. nachchristliche Jahrhundert bestanden haben. Im Siedlungsgebiet wurden Fresken entdeckt, die christliche Motive zeigen. Die Gräber im Osten von Ain al-Charab könnten bis ins Neue Reich zurückreichen.

## Forschungsgeschichte
Der Anfang des 19. Jahrhunderts gilt als große Zeit der Entdeckungen in der Westlichen Wüste. Der Franzose Frédéric Cailliaud entdeckte 1818 den Hībis-Tempel. Ihm folgen Archibald Edmonstone (1819), die Briten John Gardner Wilkinson (1825) und George Alexander Hoskins (1832). Der Deutsche Heinrich Brugsch legte die erste wissenschaftliche Beschreibung des Hībis-Tempels vor.
Eine umfangreichere Untersuchung des Hibis-Tempels und von Ain at-Turba erfolgte erst durch die amerikanischen Ägyptologen Herbert E. Winlock, Norman de Garis Davies und Albert M. Lythgoe in den Jahren 1909–1913 und 1926–1939, die ihre Grabungen im Rahmen der Egyptian Expedition für das Metropolitan Museum of Art in New York durchführten und dokumentierten. In den 1980er-Jahren wurden die Inschriften des Hibis-Tempels nochmals vom kanadischen Ägyptologen Eugene Cruz-Uribe analysiert und veröffentlicht.
Im Rahmen der Untersuchungen des Friedhofs el-Bagawāt durch die Egyptian Expedition wurde ʿAin al-Charab/ʿAin at-Turba 1907/1908  und 1930/1931 kurz untersucht. Das Siedlungsgebiet und der Felsengräberfriedhof wurden mehrfach in den Jahren 1986 bis 1999 vom ägyptischen Antikendienst, dem Supreme Council of Antiquities, untersucht. Seit 2007 wird das Siedlungsgebiet systematisch unter Leitung von Manṣūr 'Osmān erforscht. Die Ergebnisse all dieser Grabungen wurden bisher kaum veröffentlicht.

## Monumente

### Hibis-Tempel

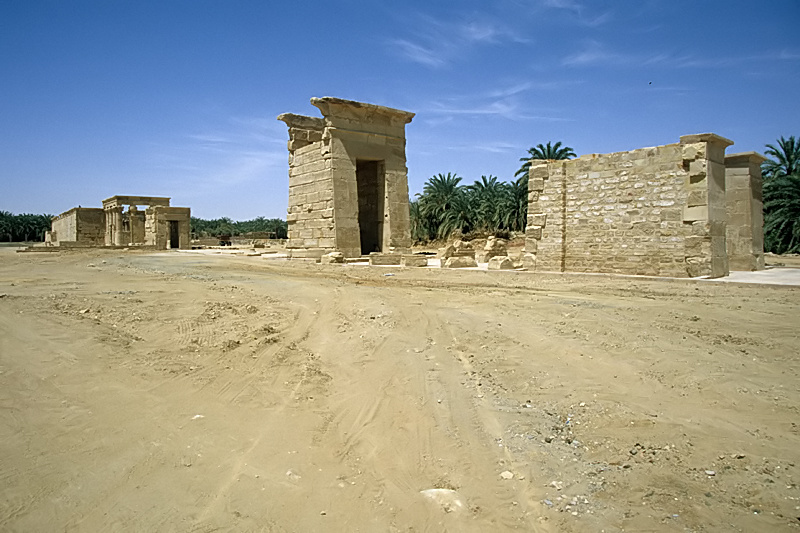
Hibis-Tempel, von Südosten gesehen

Der Amun-Tempel von Hibis wurde am Westufer eines antiken Sees für die thebanische Götterdreiheit Amun, Herr von Hibis, Mut und Chons angelegt und war seit Nektanebos I. oder Nektanebos II. von einer Steinmauer umgeben. Der Tempel wurde mit der Kaianlage über eine Sphingenallee verbunden, die erst in ptolemäischer Zeit angelegt wurde. Entlang der Allee befinden sich drei Tordurchgänge. Die beiden östlichen wurden erst in ptolemäischer Zeit angelegt und in römischer Zeit mit Edikten versehen. Der dritte Tordurchgang besitzt Darstellungen des Dareios, der zum einen ein Bildnis der Maat an Amun-Re und Mut, zum anderen Lattich an Amun-Re opfert.
Der 19 × 44 Meter große Sandsteintempel besteht aus einem Portikus, zwei Säulensälen, mehreren Magazinräumen, dem Opfertischsaal und dem Sanktuar. Auf dem Tempeldach befindet sich ein dem Gott Osiris geweihter Dachtempel.
Der Portikus besitzt Darstellungen Nektanebos’ II. bei verschiedenen Ritualen vor Göttern. Der folgende erste Säulensaal besitzt nur an seiner Rückwand Dekorationen: Dareios ist bei verschiedenen Opferhandlungen vor Göttern, u. a. an Amun-Re, Mut und Chons, zu sehen. Auf der rechten Rückwand befindet sich die berühmte Darstellung des falkenköpfigen, geflügelten Seth, der die Schlange Apophis, den Erzfeind des Gottes Re, mit einer Lanze tötet.
Der zweite Säulensaal zeigt erneut den König Dareios bei Opferhandlungen. Dieser Saal ist religionsgeschichtlich bedeutsam. Er besitzt drei Hymnen an den Schöpfergott Amun.
Das Sanktuar enthält eine Liste mit ungefähr 700 Götterdarstellungen und den Schöpfergott Re in verschiedenen Erscheinungsformen.

### Siedlung ʿAin al-Charab

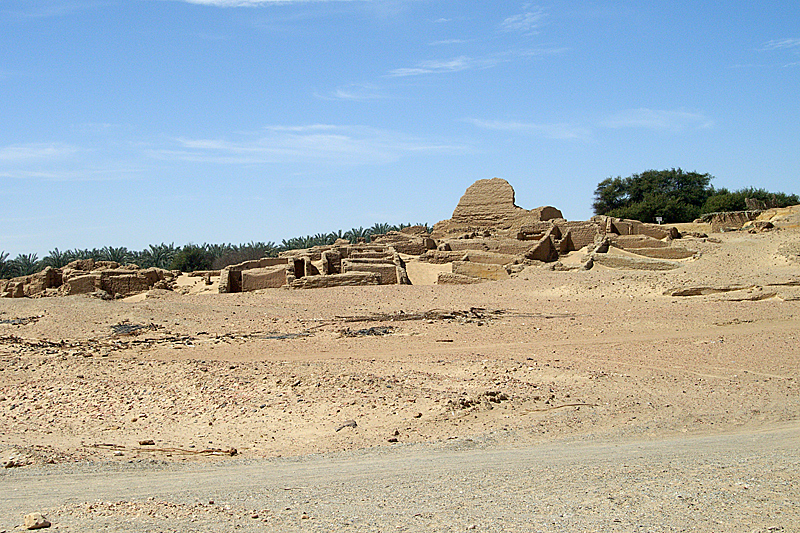
Siedlung ʿAin al-Charab, Blick nach Westen

Von der Siedlung im Westen wurden schon zahlreiche Häuser und Straßenzüge freigelegt. Die Häuser wurden aus Lehmziegeln errichtet und besaßen einst Tonnengewölbedecken. Die Anordnung der Räume war unregelmäßig. Die Wände waren verputzt und geweißt. Einzelne Häuser besaßen noch Reste von Fresken an den Innenwänden.
Zu den Funden der Egyptian Expedition aus dem Jahr 1908 gehörten undekorierte und dekorierte Keramik, glasierte und Glasperlen, Ornamente, eine Gipsstatuette, Münzen aus der Zeit zwischen Kaiser Diokletian (Regierungszeit 284–305), Kaiser Maximian (Regierungszeit 286–305) und Konstantin d. Gr. (Regierungszeit 306–337) sowie Glasgegenstände. Ein Teil der Glaswaren gehörte zu den mehrfarbigen sog. Millefiori-Gläsern (Fadengläsern). Ein weiteres, 2,7 Zentimeter großes Glasbecherfragment zeigt einen Tiger, wie er eine Antilope reißt.
Bei den jüngsten Grabungen nach 2007 kam auch ein Wandgemälde zutage, das Jesus’ Heilung der Kranken zeigt.
Im Osten der Siedlung befinden sich mehrere Felsengräber, die den Keramikfunden nach bis in das neue Reich zurückgehen sollen. Die Gräber selbst sind undekoriert und besitzen teilweise Pfeiler im Inneren.